# La Plus Précieuse des marchandises
La Plus Précieuse des marchandises is een Frans-Belgische animatiefilm uit 2024, geregisseerd en mede geschreven door Michel Hazanavicius, gebaseerd op de gelijknamige roman van Jean-Claude Grumberg uit 2019.

## Verhaal
Een Joods gezin, vader, moeder en hun pasgeboren tweeling, wordt tijdens de Tweede Wereldoorlog in Parijs gearresteerd en gedeporteerd. In de trein die hen naar Auschwitz brengt, gooit de vader een van zijn kinderen uit de trein in de hoop hem van de dood te redden. Een Poolse houthakster ziet de trein passeren, denkend dat het een goederentrein is, en ziet iets in de sneeuw vallen. Zij vindt de baby en besluit het kind als haar eigen zoon in huis te nemen en op te voeden.

## Stemverdeling
| Personage             | Franse stem            |
| --------------------- | ---------------------- |
| Verteller             | Jean-Louis Trintignant |
| Houthakster           | Dominique Blanc        |
| Houthakker            | Grégogy Gadebois       |
| Man met kapot gezicht | Denis Podalydès        |

## Productie
Michel Hazanavicius werd door producer Patrick Sobelman benaderd om deze bewerking van de roman van Jean-Claude Grumberg te maken. Het akkoord van de regisseur was geen uitgemaakte zaak, ook al kende Hazanavicius de schrijver, een vriend van zijn ouders, al sinds zijn jeugd, omdat hij geen film met betrekking tot de Holocaust in de bioscoop wilde brengen. Het was de vertelvorm van het verhaal van Jean-Claude Grumberg die hem ertoe aanzette het project toch te aanvaarden. De ontwikkeling van het project, gelanceerd in 2019, werd onderbroken door de coronapandemie, een periode van onzekerheid die met name bepaalde buitenlandse investeringen blokkeerde. Michel Hazanavicius profiteerde van deze pauze om de speelfilm Coupez! te maken, voordat hij terugkeerde naar de productie van La Plus Précieuse des marchandises.
De film wordt geproduceerd door Ex Nihilo en Les Compagnons du Cinéma in coproductie met StudioCanal, France 3 Cinéma, Les Films du Fleuve, RTBF (België), Voo en BeTV. De muziek werd gecomponeerd door Alexandre Desplat.

## Release en ontvangst
La Plus Précieuse des marchandises ging op 24 mei 2024 in première op het Filmfestival van Cannes in de competitie voor de Gouden Palm en won de Prix du Cinéma Positif.. De film werd ook geselecteerd als openingsfilm op 5 juni van het Festival international du film d'animation d'Annecy 2024.

## Prijzen en nominaties
De belangrijkste:
| Jaar | Prijs                   | Categorie              | Genomineerde(n)     | Uitslag     |
| ---- | ----------------------- | ---------------------- | ------------------- | ----------- |
| 2024 | Filmfestival van Cannes | Gouden Palm            | Michel Hazanavicius | Genomineerd |
| 2024 | Filmfestival van Cannes | Prix du Cinéma Positif | Michel Hazanavicius | Gewonnen    |